# Evgeny Kabaev
Evgeny Kabaev, né le 28 février 1988, est un footballeur russe évoluant actuellement au poste d'avant-centre au SKA-Khabarovsk. 

## Biographie
Evgeny Kabaev joue six matchs en Ligue Europa avec le club de Sillamäe Kalev.

## Palmarès
- Meilleur buteur du Championnat d'Estonie en 2014 avec 36 buts